# Erquery
Erquery is een gemeente in het Franse departement Oise (regio Hauts-de-France) en telt 614 inwoners (1999). De plaats maakt deel uit van het arrondissement Clermont.

## Geografie
De oppervlakte van Erquery bedraagt 5,9 km², de bevolkingsdichtheid is 104,1 inwoners per km².
De onderstaande kaart toont de ligging van Erquery met de belangrijkste infrastructuur en aangrenzende gemeenten.

## Demografie
Onderstaande figuur toont het verloop van het inwonertal (bron: INSEE-tellingen).